# Линкольн (округ, Миссисипи)
Округ Линкольн (англ. Lincoln County) — округ штата Миссисипи, США. Население округа на 2000 год составляло 33166 человек. Административный центр округа — город Брукхейвен.

## История
Округ Линкольн основан в 1870 году.

## География
Округ занимает площадь 1517.7 км2.

## Демография
Согласно переписи населения 2000 года, в округе Линкольн проживало 33166 человек (данные Бюро переписи населения США). Плотность населения составляла 21.9 человек на квадратный километр.